# Saint-Laurent-de-Vaux
Saint-Laurent-de-Vaux foi uma comuna francesa na região administrativa de Auvérnia-Ródano-Alpes, no departamento de Ródano. Estendia-se por uma área de 2,64 km². Em 2010 a comuna tinha 256 habitantes (densidade: 97 hab./km²).
Em 1 de janeiro de 2015, passou a formar parte da comuna de Vaugneray.